# Gorgônio Alves da Encarnação Neto
Gorgônio Alves da Encarnação Neto (Fartura, 17 de setembro de 1949) é um prelado da Igreja Católica brasileiro, bispo emérito da Diocese de Itapetininga.

## Biografia
Nasceu em 17 de setembro de 1949 no bairro de Caieira, em Fartura, é filho de Januário da Encarnação e Maria Conceição Nóbrega da Encarnação. Foi batizado na Paróquia Nossa Senhora das Dores, matriz da cidade, em 1 de outubro de 1949 pelo Padre Quintilhano Rosa. Na mesma igreja recebeu o sacramento da Crisma em 5 de agosto de 1951 e o sacramento da Eucaristia em 2 de julho de 1957. De 1957 a 1961, cursou o ensino primário na EEPG “Coronel Marcos Ribeiro”.
Concluído o curso primário, foi admitido como membro da primeira turma de seminaristas menores do Seminário São Pio X, dos Padres Teatinos do Brasil. Neste mesmo seminário concluiu o segundo grau e, em seguida, foi admitido ao noviciado. Cursou a Faculdade de Filosofia no Mosteiro de São Bento, em São Paulo, de 1968 a 1970. Fez Teologia no Instituto Teológico de São Paulo (ITESP) no período de 1971 a 1974. Ao mesmo tempo fez especialização em Pedagogia na Universidade de Mogi das Cruzes. Foi ordenado Diácono aos 7 de agosto de 1974 por Dom Paulo Rolim Loureiro na Paróquia São Geraldo, em Guarulhos. O mesmo bispo ordenou-o sacerdote em 22 de dezembro de 1974, assumindo como pároco da Matriz Nossa Senhora das Dores em Fartura, sua cidade natal, por onde ficou por mais de 21 anos.
Em 15 de abril de 1998, recebeu oficialmente a nomeação como primeiro Bispo de Itapetininga. A 19 de julho de 1998 recebeu a ordenação episcopal por Dom José Lambert Filho, arcebispo de Sorocaba, na Catedral Nossa Senhora dos Prazeres, tendo tomado posse no mesmo dia. Os co-consagradores foram Dom Fernando Legal, bispo de São Miguel Paulista, e Dom Alano Maria Pena, bispo de Nova Friburgo.

## Renúncia
Em setembro de 2024, ao completar 75 anos de idade, Dom Gorgônio apresentou sua renúncia que foi acolhida pelo Papa Francisco conforme as normas do Código de Direito Canônico. Contudo permaneceu a frente a Diocese de Itapetininga até 25 de fevereiro de 2025 quando seu sucessor Luiz Antônio Lopes Ricci, foi nomeado.